# Calophyllum pervillei
Calophyllum pervillei là một loài thực vật có hoa trong họ Calophyllaceae. Loài này được Drake mô tả khoa học đầu tiên năm 1896.